# Carlo Fregosi
Carlo Fregosi (Savona, 15 ottobre 1890 – Savona, 13 novembre 1968) è stato un ginnasta italiano.
Ha vinto due medaglie d'oro olimpiche nel concorso a squadre: ai Giochi della V Olimpiade a Stoccolma, con la squadra nazionale composta anche da Pietro Bianchi, Guido Boni, Alberto Braglia, Giuseppe Domenichelli, Alfredo Gollini, Francesco Loi, Luigi Maiocco, Giovanni Mangiante, Lorenzo Mangiante, Serafino Mazzarocchi, Guido Romano, Paolo Salvi, Luciano Savorini, Adolfo Tunesi, Giorgio Zampori, Umberto Zanolini, Angelo Zorzi; ed ai Giochi della VII Olimpiade ad Anversa, con Arnaldo Andreoli, Ettore Bellotto, Pietro Bianchi, Fernando Bonatti, Luigi Cambiaso, Carlo Costigliolo, Luigi Costigliolo, Giuseppe Domenichelli, Roberto Ferrari, Romualdo Ghiglione, Ambrogio Levati, Francesco Loi, Vittorio Lucchetti, Luigi Maiocco, Ferdinando Mandrini, Lorenzo Mangiante, Antonio Marovelli, Michele Mastromarino, Giuseppe Paris, Manlio Pastorini, Ezio Roselli, Paolo Salvi, Giovanni Tubino, Giorgio Zampori e Angelo Zorzi.